# Monopyle maxonii
Monopyle maxonii är en tvåhjärtbladig växtart som beskrevs av Conrad Vernon Morton. Monopyle maxonii ingår i släktet Monopyle och familjen Gesneriaceae. Inga underarter finns listade i Catalogue of Life.